# 約翰·費恩·查爾斯·漢密爾頓
約翰·費恩·查爾斯·漢密爾頓（1820年9月28日—1864年4月29日），英國皇家海軍上校，1820年出生於英國劍橋郡的希爾德舍姆，父親是皇家海軍約翰·波特·漢密爾頓上校，母親則是保守黨議員約翰·費恩之女。他於1835年8月28日加入皇家海軍，並參與了鴉片戰爭，之後於1841年在三級艦厭戰號上擔任大副。克里米亞戰爭時參與塞瓦斯托波爾圍城戰，並於1854年成為艦長，指揮雙桅帆船麋鹿號。

## 家庭
1855年，漢密爾頓在牛津郡與勞拉·帕里結婚，有以下子女：
1. 勞拉·瑪麗亞·漢密爾頓(Laura Maria Hamilton)
2. 約翰·費恩·查爾斯·漢密爾頓(John Fane Charles Hamilton，同名，之後成為陸軍中校)
3. 亞瑟·C·漢密爾頓(Arthur C Hamilton)

## 陣亡
1863年，漢密爾頓受命參加紐西蘭土地戰爭，於1864年在帕門戰役中被毛利人發射的子彈擊中頭部陣亡，享年43歲。